# Frozen Lake, Antarktis
Frozen Lake är en sjö i Antarktis. Den ligger i Östantarktis. Australien gör anspråk på området. Frozen Lake ligger 68 meter över havet. Den ligger vid sjöarna  Spate och Chang'e Hu.